# مراد السوداني
مراد السوداني لاعب كرة قدم سعودي.
مثل سابقاً أندية الأهلي والرائد والأنصار والنهضة والفيصلي والوطني.

## وصلات خارجية
- مراد السوداني على موقع أرشيف الشارخ.

مراد السوداني